# Maestro delle Vele
Der Maestro delle Vele (... – 14. Jahrhundert) war ein italienischer Maler, ein direkter Mitarbeiter von Giotto.

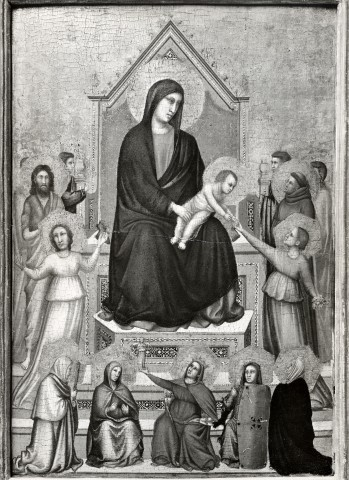
Maestro delle Vele, Madonna wildenstein (1315), Fondazione Federico Zeri, Bologna

## Leben
Möglicherweise mit Angiolello da Gubbio zu identifizieren, verdankt er seinen Namen den Segeln des Kreuzgewölbes über dem Altar der unteren Basilika San Francesco in Assisi, wo er die Franziskaner-Allegorien mit den so genannten Parente di Giotto freskierte, wahrscheinlich nach einem Entwurf von Giotto selbst.
Von seiner Hand stammen auch die Fresken in der Cappella della Maddalena und die mit Geschichten von der Kindheit Christi im rechten Querschiff. Seine umbrische Herkunft zeigt sich in den Resten der statischen Formen, die aus dem Unterricht der in der Region tätigen Meister des 13. Jahrhunderts.